# Ethelred II Bezradny
Ethelred II Bezradny, Aethelred II, Ethelred II (ur. ok. 968, zm. 23 kwietnia 1016) – król Anglików (978-1013 i od 1014-1016) o przydomku Nierozważny (Bezradny, Gnuśny). Jego przydomek wynikał z charakteryzującego go braku zdecydowania, co umożliwiło Duńczykom zajęcie Anglii. Syn Edgara I i jego drugiej żony, Elfridy.

## Panowanie
Według kroniki Wilhelma z Malmesbury, Ethelred podczas swojego chrztu oddał mocz do chrzcielnicy, co udzielający mu tego sakramentu święty Dunstan odczytał jako zapowiedź nieszczęść mających spaść na królestwo pod rządami Ethelreda. Historia ta prawie na pewno jest zmyślona (podobną historię opowiadano również o cesarzu bizantyjskim Konstantynie V). Panowanie Ethelred rozpoczął w wieku 10 lat po tym, jak zamordowany został Edward Męczennik (przyrodni brat Ethelreda, również syn Edgara I).
Za panowania Ethelreda na Anglię ponownie spadły niszczące najazdy Duńczyków i Norwegów. Rozpoczęły się one już w 980 r. napadem na okolice Southampton, ale były to początkowo pojedyncze najazdy łupieżcze. Jednak i z tymi najazdami administracja Ethelreda sobie nie radziła. Zachęcało to najeźdźców do coraz odważniejszych działań. Sytuacja zmieniła się w 991 r., kiedy do brzegów Anglii przybiła silna norweska flota pod wodzą Olafa Tryggvasona. Była to największa armia jaka od przeszło 100 lat najechała na Anglię. Olaf pokonał earldormana Byrhtnotha pod Maldon, co spowodowało, że Ethelred nie stawiał oporu. Olaf zrezygnował z planów podboju i zadowolił się okupem. Wtedy właśnie pobrano pierwszy podatek na haracz dla wikingów, tzw. danegeld, który początkowo wynosił 20 tys. funtów złota i srebra. Z biegiem czasu urósł on do sumy 50 tys. funtów.
Tylko dzięki płaceniu tego podatku Anglia uniknęła groźby podboju. Mimo to kolejne duńskie i norweskie armie bezkarnie plądrowały źle rządzony kraj. Źle dobierani doradcy i zdradzieckie najbliższe otoczenie króla nie pomagało w poprawie sytuacji. Ostatecznie pogorszyło ją postępowanie samego Ethelreda. 13 listopada 1002 roku, w dzień św. Brykcjusza, z rozkazu króla dokonano krwawej masakry setek osadników skandynawskich. Wśród ofiar znalazła się Gunhilda, siostra króla Danii Swena Widłobrodego. Duński monarcha poprzysiągł zemstę. W 1003 r. zaatakował Exeter. Rok później uderzył na Anglię Wschodnią i zdobył Norwich. Lokalny fyrd został pokonany. Kolejne lata to coraz groźniejsze najazdy Duńczyków. Nieudolność Ethelreda i zdrady kolejnych dostojników doprowadziły ostatecznie do zajęcia Anglii przez Duńczyków i koronacji Swena na króla Anglii 25 grudnia 1013 roku. Ethelred II uciekł do Normandii.
Swen zmarł już 3 lutego 1014 r., a jego syn Kanut Wielki początkowo nie interesował się sprawami Anglii. Umożliwiło to Ethelredowi powrót na tron. Kanut jednak powrócił latem 1015 r. i rozpoczął kolejny podbój Anglii, wykorzystując konflikt Ethelreda z jego najstarszym synem, Edmundem. Ethelred zmarł 23 kwietnia 1016 roku w Londynie i pochowany został w Katedrze św. Pawła. Po krótkim panowaniu Edmunda II cała Anglia została opanowana przez Kanuta.

## Przydomek
W czasach kiedy na Anglię spadła inwazja Duńczyków i Norwegów, rządy przechwycili doradcy, co było powodem nadania Ethelredowi przydomka bezradny "the unready". Nazwa wynikała też z przekonania Anglików, że nie miał on dobrych "rede". Być może lepszym określeniem króla byłoby: Ethelred, "któremu źle radzono".

## Potomstwo
Król Ethelred był trzykrotnie żonaty. Po raz pierwszy ożenił się Elflaedą, córką Thoreda, earldormana Nortumbrii. Ethelred miał z nią czterech synów:
- Athelstan Ætheling (ok. 986 – 1011)
- Edmund II Żelaznoboki (988/993 – 30 listopada 1016), król Anglii
- Egbert Ætheling
- Eadred Ætheling

Drugą żoną Ethelreda była Elfgifu, córka Elfhelma, earldormana Yorku. Miał z nią dwóch synów:
- Eadwig Ætheling (zm. 1017), stracony na rozkaz Kanuta Wielkiego
- Edgar Ætheling Starszy

Po raz trzeci Ethelred ożenił się 5 kwietnia 1002 r. w Winchesterze z Emmą (ok. 988 – 6 marca 1052), córką Ryszarda I Nieustraszonego, księcia Normandii, i Gunnory Duńskiej. Ethelred i Emma mieli razem dwóch synów:
- Edward Wyznawca (ok. 1004 – 4 stycznia 1066), król Anglii
- Alfred Ætheling (ok. 1012 – 5 lutego 1037)

Ethelred miał również 6 córek ze wszystkich trzech małżeństw:
- Edyta, żona Edryka Streony, earla Mercji
- Elfgifu, żona Uhtreda, earla Nortumbrii
- Wulfhilda, żona Ulfcytela Snyllinga, earla Anglii Wschodniej
- Godgifu, żona hrabiego Droga de Mantes i Eustachego II z Boulogne
- dwie nieznane z imienia córki